# Amanuel Yohannes
Amanuel Yohannes (14 marzo 1999) è un calciatore etiope, centrocampista dell'Ethiopian Coffee e della nazionale etiope.

## Carriera

### Club
Ha giocato nella prima divisione etiope.

### Nazionale
Debutta con la nazionale etiope il 2 settembre 2018 in occasione dell'amichevole pareggiata 1-1 contro il Burundi.
Il 23 dicembre 2021 viene incluso nella lista finale per la Coppa delle nazioni africane 2021.

## Statistiche
Statistiche aggiornate all'8 gennaio 2022.

### Cronologia presenze e reti in nazionale
| Cronologia completa delle presenze e delle reti in nazionale ― Etiopia | Cronologia completa delle presenze e delle reti in nazionale ― Etiopia | Cronologia completa delle presenze e delle reti in nazionale ― Etiopia | Cronologia completa delle presenze e delle reti in nazionale ― Etiopia | Cronologia completa delle presenze e delle reti in nazionale ― Etiopia | Cronologia completa delle presenze e delle reti in nazionale ― Etiopia | Cronologia completa delle presenze e delle reti in nazionale ― Etiopia | Cronologia completa delle presenze e delle reti in nazionale ― Etiopia |
| Data                                                                   | Città                                                                  | In casa                                                                | Risultato                                                              | Ospiti                                                                 | Competizione                                                           | Reti                                                                   | Note                                                                   |
| ---------------------------------------------------------------------- | ---------------------------------------------------------------------- | ---------------------------------------------------------------------- | ---------------------------------------------------------------------- | ---------------------------------------------------------------------- | ---------------------------------------------------------------------- | ---------------------------------------------------------------------- | ---------------------------------------------------------------------- |
| 2-9-2018                                                               | Auasa                                                                  | Etiopia                                                                | 1 – 1                                                                  | Burundi                                                                | Amichevole                                                             | -                                                                      |                                                                        |
| 9-9-2018                                                               | Auasa                                                                  | Etiopia                                                                | 1 – 0                                                                  | Sierra Leone                                                           | Qual. Coppa d'Africa 2019                                              | -                                                                      | 90’                                                                    |
| 13-10-2019                                                             | Bahar Dar                                                              | Etiopia                                                                | 0 – 1                                                                  | Uganda                                                                 | Amichevole                                                             | -                                                                      | 46’                                                                    |
| 13-11-2020                                                             | Niamey                                                                 | Niger                                                                  | 1 – 0                                                                  | Etiopia                                                                | Qual. Coppa d'Africa 2021                                              | -                                                                      | 34’                                                                    |
| 17-11-2020                                                             | Addis Abeba                                                            | Etiopia                                                                | 3 – 0                                                                  | Niger                                                                  | Qual. Coppa d'Africa 2021                                              | -                                                                      |                                                                        |
| 7-9-2021                                                               | Bahar Dar                                                              | Etiopia                                                                | 1 – 0                                                                  | Zimbabwe                                                               | Qual. Mondiali 2022                                                    | -                                                                      | 75’                                                                    |
| 9-10-2021                                                              | Bahar Dar                                                              | Etiopia                                                                | 1 – 3                                                                  | Sudafrica                                                              | Qual. Mondiali 2022                                                    | -                                                                      | 68’                                                                    |
| 12-10-2021                                                             | Johannesburg                                                           | Sudafrica                                                              | 1 – 0                                                                  | Etiopia                                                                | Qual. Mondiali 2022                                                    | -                                                                      |                                                                        |
| 11-11-2021                                                             | Soweto                                                                 | Etiopia                                                                | 1 – 1                                                                  | Ghana                                                                  | Qual. Mondiali 2022                                                    | -                                                                      |                                                                        |
| 14-11-2021                                                             | Harare                                                                 | Zimbabwe                                                               | 1 – 1                                                                  | Etiopia                                                                | Qual. Mondiali 2022                                                    | -                                                                      |                                                                        |
| 30-12-2021                                                             | Limbé                                                                  | Etiopia                                                                | 3 – 2                                                                  | Sudan                                                                  | Amichevole                                                             | -                                                                      | 46’                                                                    |
| 9-1-2022                                                               | Yaoundé                                                                | Etiopia                                                                | 0 – 1                                                                  | Capo Verde                                                             | Coppa d'Africa 2021 - 1º turno                                         | -                                                                      |                                                                        |
| 13-1-2022                                                              | Yaoundé                                                                | Camerun                                                                | 4 – 1                                                                  | Etiopia                                                                | Coppa d'Africa 2021 - 1º turno                                         | -                                                                      |                                                                        |
| 17-1-2022                                                              | Bafoussam                                                              | Burkina Faso                                                           | 1 – 1                                                                  | Etiopia                                                                | Coppa d'Africa 2021 - 1º turno                                         | -                                                                      |                                                                        |
| 25-3-2022                                                              | Moroni                                                                 | Comore                                                                 | 2 – 1                                                                  | Etiopia                                                                | Amichevole                                                             | -                                                                      | 80’                                                                    |
| 30-5-2022                                                              | Bahar Dar                                                              | Etiopia                                                                | 1 – 1                                                                  | Lesotho                                                                | Amichevole                                                             | -                                                                      | 69’                                                                    |
| 5-6-2022                                                               | Lilongwe                                                               | Malawi                                                                 | 2 – 1                                                                  | Etiopia                                                                | Qual. Coppa d'Africa 2023                                              | -                                                                      |                                                                        |
| 9-6-2022                                                               | Lilongwe                                                               | Etiopia                                                                | 2 – 0                                                                  | Egitto                                                                 | Qual. Coppa d'Africa 2023                                              | -                                                                      |                                                                        |
| 26-9-2022                                                              | Bahar Dar                                                              | Etiopia                                                                | 2 – 2                                                                  | Sudan                                                                  | Amichevole                                                             | -                                                                      | 63’                                                                    |
| 19-3-2023                                                              | Bahar Dar                                                              | Etiopia                                                                | 1 – 0                                                                  | Ruanda                                                                 | Amichevole                                                             | -                                                                      |                                                                        |
| 24-3-2023                                                              | Casablanca                                                             | Guinea                                                                 | 2 – 0                                                                  | Etiopia                                                                | Qual. Coppa d'Africa 2023                                              | -                                                                      | 18’ 83’                                                                |
| 27-3-2023                                                              | Rabat                                                                  | Etiopia                                                                | 2 – 3                                                                  | Guinea                                                                 | Qual. Coppa d'Africa 2023                                              | -                                                                      | 62’                                                                    |
| 20-6-2023                                                              | Maputo                                                                 | Etiopia                                                                | 0 – 0                                                                  | Malawi                                                                 | Qual. Coppa d'Africa 2023                                              | -                                                                      |                                                                        |
| 3-8-2023                                                               | Leesburg                                                               | Etiopia                                                                | 2 – 0                                                                  | Guyana                                                                 | Amichevole                                                             | -                                                                      |                                                                        |
| Totale                                                                 |                                                                        | Presenze                                                               | 24                                                                     |                                                                        | Reti                                                                   | 0                                                                      |                                                                        |